# Teatro dell'opera nazionale lituana
Il Teatro dell'opera nazionale Lituana (Lietuvos nacionalinis operos ir baleto teatras in Lituano) è un teatro lituano fondato nel 1920, principale teatro di opera lirica e balletto della Capitale Vilnius. Il teatro è stato totalmente ricostruito nel 1974. 
Oltre ad ospitare opere occidentali e russe, ha occasionalmente messo in scena opere nazionali lituane.
Dal 2018 il direttore d'orchestra italiano Sesto Quatrini ne è il direttore artistico.